# Гатцук, Алексей Алексеевич
Алексей Алексеевич Гатцук (2 декабря 1832 Одесса — 23 октября 1891 Москва) — русский археолог, публицист и писатель/

## Биография
Алексей Алексеевич Гатцук происходил из малороссийских дворян Черниговской губернии. Учился в Москве, в 1-й и в 4-й гимназии, затем на филологическом факультете Московского университета. Окончил университетский курс со званием действительного студента в 1857 году, а затем выдержал испытание на степень кандидата.
В 1859 году Алексей Алексеевич Гатцук получил должность адъюнкта по кафедре русской словесности в Ришельевском лицее, в Одессе. Тогда же он проявил себя как публицист статьями «Новости малороссийской литературы» («Московские Ведомости» № 98 и 112) и «Евреи в русской истории и поэзии» («Сион» 1861 г., № 1, 5, 10, 11, 38, 39). Его брат, Николай Алексеевич Гатцук, выпустил малороссийскую азбуку — «Украінська Абетка».
Большой известностью пользовались издаваемые им «Газета Гатцука» и «Крестный Календарь».
Похоронен в Донском монастыре.

## Увлечение археологией
А. А. Гатцук был членом-основателем Московского Археологического Общества. А. А. Гатцук известен как исследователь курганов Московской губернии. Он предполагал, что Москва-река служит резкой археологической границей. Он указывал, что к югу от Москва-реки жили родственные, хотя и разновременные, финские племена, а к северу по его мнению были следы славянского племени. В качестве члена Археологического Общества А. А. Гатцук настаивал на систематическом наблюдении за земляными работами в древних городах Руси.
Когда на первом съезде организованном Московским археологическим обществом возник спор о происхождении слова «Русь», А. А. Гатцук не поддержал ни одну из сторон, а старался определить правильную форму для самого спора. В своих сообщениях «О каменных бабах Московской губернии» А. А. Гатцук принял участие в спорном вопросе о так называемых «каменных бабах».

## Труды
- Новости малороссийской литературы («Московские Ведомости» № 98 и 112)
- Евреи в русской истории и поэзии («Сион» 1861 г., № 1, 5, 10, 11, 38, 39).
- Старина Русской земли
- О курганах Московской губернии (в «Чтениях общества истории и древностей», 1863—1864).
- Отчёт об археологических раскопках в окрестностях Москвы («Голос», № 4, 1864),
- О некоторых древних вещах из Чертковского собрания («Русский архив», 1864)
- О курганах, господствующих в Московской губернии («Чтения в ОИДР», 1869, кн. 4),
- Заметка о «каменных бабах» близ Москвы (Тамсама, 1870, кн. 3),
- А. С. Пушкин под секретным надзором в Москве в 1829 («Русская старина», 1884, № 6).
- Николай Коперник, основатель новой астрономии (М., 1873 г., изд. Общ. Распр. Пол. Кн.)
- Житие св. Тихона Задонского (М., 1884 г.).
- О Бисмарке русском, главноначальствующем южной (украинской) армией в 1747 г. (Чт. Общ. Ист. и Др., 1871, кн. 3);
- Об указе царя Алексея Михайловича касательно немцев («Рус. Арх.», 1871, кн. 6);
- Очерк истории книгопечатного дела в России («Рус. Вестн.», 1872, кн. 5);
- 300-летие присоединения Сибири («Газета Гатцука», 1882, № 50—52).